# Vera Int-Veen
Vera Int-Veen (* 21. September 1967 in Lank-Latum, heute Meerbusch) ist eine deutsche Fernsehmoderatorin und Fernsehproduzentin.

## Leben und Karriere
Vera Int-Veen kam im heute zu Meerbusch gehörenden Lank-Latum am Niederrhein zur Welt und wuchs mit ihrer fünf Jahre älteren Schwester auf. Ihre Eltern führten ein Lebensmittelfachgeschäft, in dem sie schon als Kind mithalf. Nach dem Abitur studierte sie Rechts- und Politikwissenschaft an der Ludwig-Maximilians-Universität München, schloss das Studium jedoch nicht ab. Bereits während ihrer Studienzeit arbeitete sie als freie Mitarbeiterin bei Rudi Carrell, Thomas Gottschalk und für den Fernsehsender Sat.1. Von 1991 bis 1995 moderierte sie außerdem verschiedene Kinder-, Jugend- und Familiensendungen der ARD, unter anderem Ping Pong und Pumuckl TV. 1993 tauchte sie in der SAT.1-Serie Cluedo das Mörderspiel in Folge 7 als Studiogast auf.
1996 bis 2006 moderierte und produzierte Int-Veen insgesamt 2.064 Folgen der täglichen Talkshow Vera am Mittag bei Sat.1. Bereits ab 2000 bis 2004 wirkte sie zudem im Rateteam von Was bin ich? auf Kabel 1 mit, in dem vier Prominente unter Leitung von Björn-Hergen Schimpf ausgefallene Berufe und mehr oder weniger prominente Ehrengäste erraten sollten.
Im Anschluss moderierte sie bis 2007 bei RTL 2 die Sendung Glück-Wunsch! (vormals Glück-Wunsch! – Vera macht Träume wahr). Von 2007 bis 2021 moderierte sie Schwiegertochter gesucht und Helfer mit Herz bei RTL. Außerdem moderiert sie in unregelmäßigen Abständen die Dokusoap Das große Abnehmen.
Int-Veen schrieb drei Bücher, das Antidiätbuch Essen Sie doch, was Sie wollen! (2001), das Kinderbuch Pia und der Glückskäfer (2002) und das Kochbuch Vera macht Mittag: Meine Lieblingsrezepte (2020). Darüber hinaus ist sie Geschäftsführerin der Firmen time 2 talk show GmbH, time 2 talk services GmbH, time 2 talk productions GmbH sowie people mania GmbH. Die Münchner Unternehmensgruppe MME Moviement AG erwarb 2007 die von Int-Veen gegründete Produktionsgesellschaft time 2 talk show GmbH, deren Geschäftsführungsmitglied sie zunächst blieb. 2009 wurde das Unternehmen von der MME Moviement AG aufgelöst.
2010 hatte Int-Veen einen Cameoauftritt als Metzgereikundin in dem Parodiefilm C.I.S. – Chaoten im Sondereinsatz und wirkte in einem Werbespot zum Thema AIDS mit. Im Jahr darauf moderierte sie bei RTL die Sendung Verzeih mir. Im Juni 2015 moderierte sie auch den Ableger Irene und Beate – Das hat die Welt noch nicht gesehen!.
Vera Int-Veen heiratete 2016 auf Mallorca ihre ebenfalls beim Fernsehen tätige Lebensgefährtin Christiane „Obi“ Obermann, die auch ihre Managerin ist. Sie kennen sich seit 1996 und leben in Potsdam.
Am 29. März 2022 kündigte Int-Veen an, ihre TV-Karriere nach 30 Jahren zu beenden.

## Kontroversen in TV-Produktionen
2011 und 2012 moderierte Int-Veen auf RTL die Dokusoap Mietprellern auf der Spur, welche zunehmend in Kritik geriet, da die Authentizität der Sendung in Frage gestellt wurde. Als Originalbildmaterial der Produktionsfirma ImagoTV an die Öffentlichkeit gelangte, wurde deutlich, dass durch nachträgliche Bearbeitung des Materials und das gezielte Weglassen von Szenen für die Zuschauer ein verzerrter, negativerer Eindruck der Betroffenen herbeigeführt wird. Auch soll sich Int-Veen widerrechtlich Zutritt zu einer Wohnung der Gefilmten verschafft haben. Die niedersächsische Landesmedienanstalt hat daraufhin ein Verfahren gegen das Fernsehformat eingeleitet.
In der am 12. Mai 2016 ausgestrahlten Folge des Neo Magazin Royale wurde bekannt, dass das Team von Moderator Jan Böhmermann einen Kandidaten in die von Int-Veen moderierte Sendung Schwiegertochter gesucht eingeschleust hatte. Hierbei wurden gravierende Missstände im Umgang mit den Kandidaten sowie gezielte Überzeichnungen der Kandidatencharaktere sichtbar.